# Astylosternus nganhanus
Astylosternus nganhanus – gatunek płaza bezogonowego z rodziny artroleptowatych (Arthroleptidae). Endemit Kamerunu, krytycznie zagrożony wyginięciem.

## Występowanie
Prawdopodobnie gatunek jest endemitem. Jedyne miejsce, w którym potwierdzono jego istnienie, to Mount Nganha (por. epitet gatunkowy A. nganhanus) na wyżynie Adamawa na północy Kamerunu.
Występuje na wysokości od 1400 do 1700 m n.p.m. Jego siedlisko to gęste lasy galeriowe wzdłuż cieków wodnych, a także pobliskie tereny trawiaste.

## Rozmnażanie
Larwy (kijanki) przechodzą rozwój w strumieniach, gdzie widywano je między kamieniami.

## Status
W Czerwonej księdze gatunków zagrożonych IUCN płaz ten od 2004 roku klasyfikowany jest jako gatunek krytycznie zagrożony (CR, ang. Critically Endangered).
Ponieważ gatunek wyodrębniono na podstawie 5 osobników, nieznana jest jego liczebność, ale można się spodziewać, że spada.
Zagrożeniem dla tego gatunku o wąskim zasięgu występowania jest utrata siedlisk spowodowana przez rolnictwo, pozyskiwanie drewna i osadnictwo.